# طواف هيرالد صن 2016
طواف هيرالد صن 2016 (بالإنجليزية: Herald Sun Tour 2016 )‏ هو سباق دراجات هوائية، وهو الموسم رقم 63 من نفس السباق، وأقيم خلال الفترة 3 فبراير 2016، وحتى 7 فبراير 2016، وامتدّ لمسافة 540.4 كيلومتر، وهو أحد سباقات طواف أوقيانوسيا للدراجات 2016، وهو من نوع سباق المرحلة، وقد شارك في السباق 96 متسابقاً ووصل إلى نهايته 88 متسابقاً.
فاز فيه بالمركز الأول كريس فروم، وبالمركز الثاني بيتر كينو، وبالمركز الثالث داميان هاوسون، والفريق الفائز في ترتيب الفرق سكاي 2016.

## الفرق
| فرق عالمية (3)- Orica-GreenEDGE - Sky - Trek-Segafredo فرق قارية محترفة (5)- دراباك 2016 ‏ - نيبو-فيني فانتيني-يوربا أوفيني ‏ - تيم نوفو نورديسك ‏ - ONE Pro Cycling ‏ - UnitedHealthcare Pro Cycling (men's team) ‏ فرق قارية (7)- Attaque Team Gusto ‏ - Bennelong SwissWellness Cycling Team p/b Cervelo ‏ - Data3–Symantec Racing Team p/b Scody ‏ - JLT–Condor ‏ - Kenyan Riders Downunder ‏ - St George Continental Cycling Team ‏ - State of Matter MAAP Racing ‏ فريق وطني- فريق أستراليا لركوب الدراجات للرجال 2016‏ |  |
| |  |

## المراحل
| قائمة المراحل | قائمة المراحل | قائمة المراحل                                     | قائمة المراحل | قائمة المراحل | قائمة المراحل    | قائمة المراحل |
| المرحلة       | التاريخ       | الدورة                                            |               | المسافة (كم)  | الفائز بالمرحلة  | القائد العام  |
| ------------- | ------------- | ------------------------------------------------- | ------------- | ------------- | ---------------- | ------------- |
| المقدمة       | 3 فبراير      | ملبورن – ملبورن                                   | ضد الساعة     | 2.1           | ويل كلارك        | ويل كلارك     |
| 1             | 4 فبراير      | Healesville ‏ – Healesville ‏                       | مرحلة جبلية   | 126.1         | بيتر كينو        | بيتر كينو     |
| 2             | 5 فبراير      | Yarra Glen, Victoria ‏ – مو ‏                       | مرحلة جبلية   | 144.2         | كاليب إيوان      | بيتر كينو     |
| 3             | 6 فبراير      | ترارالغون – Inverloch, Victoria ‏                  | مرحلة مستوية  | 146.2         | جون ميرفي (دراج) | بيتر كينو     |
| 4             | 7 فبراير      | Arthurs Seat, Victoria ‏ – Arthurs Seat, Victoria ‏ | مرحلة جبلية   | 121.8         | كريس فروم        | كريس فروم     |

## التصنيف العام النهائي
| التصنيف العام | التصنيف العام | التصنيف العام   | التصنيف العام   | التصنيف العام |        |
| الدراج        | الدراج        | البلد           | الفريق          | الوقت         | السرعة |
| ------------- | ------------- | --------------- | --------------- | ------------- | ------ |
| 1.            | كريس فروم     | المملكة المتحدة | سكاي            |               |        |
| 2.            | بيتر كينو     | المملكة المتحدة | سكاي            |               |        |
| 3.            | داميان هاوسون | أستراليا        | Orica-GreenEDGE |               |        |

## وصلات خارجية
- الموقع الرسمي
- طواف هيرالد صن 2016 على موقع إحصائيات الدراجات الإحترافية (الإنجليزية)